# Hlavečník
Obec Hlavečník se nachází v okrese Pardubice, kraj Pardubický. Žije zde 268 obyvatel.

## Historie
První písemná zmínka o obci pochází z roku 1229.

## Galerie

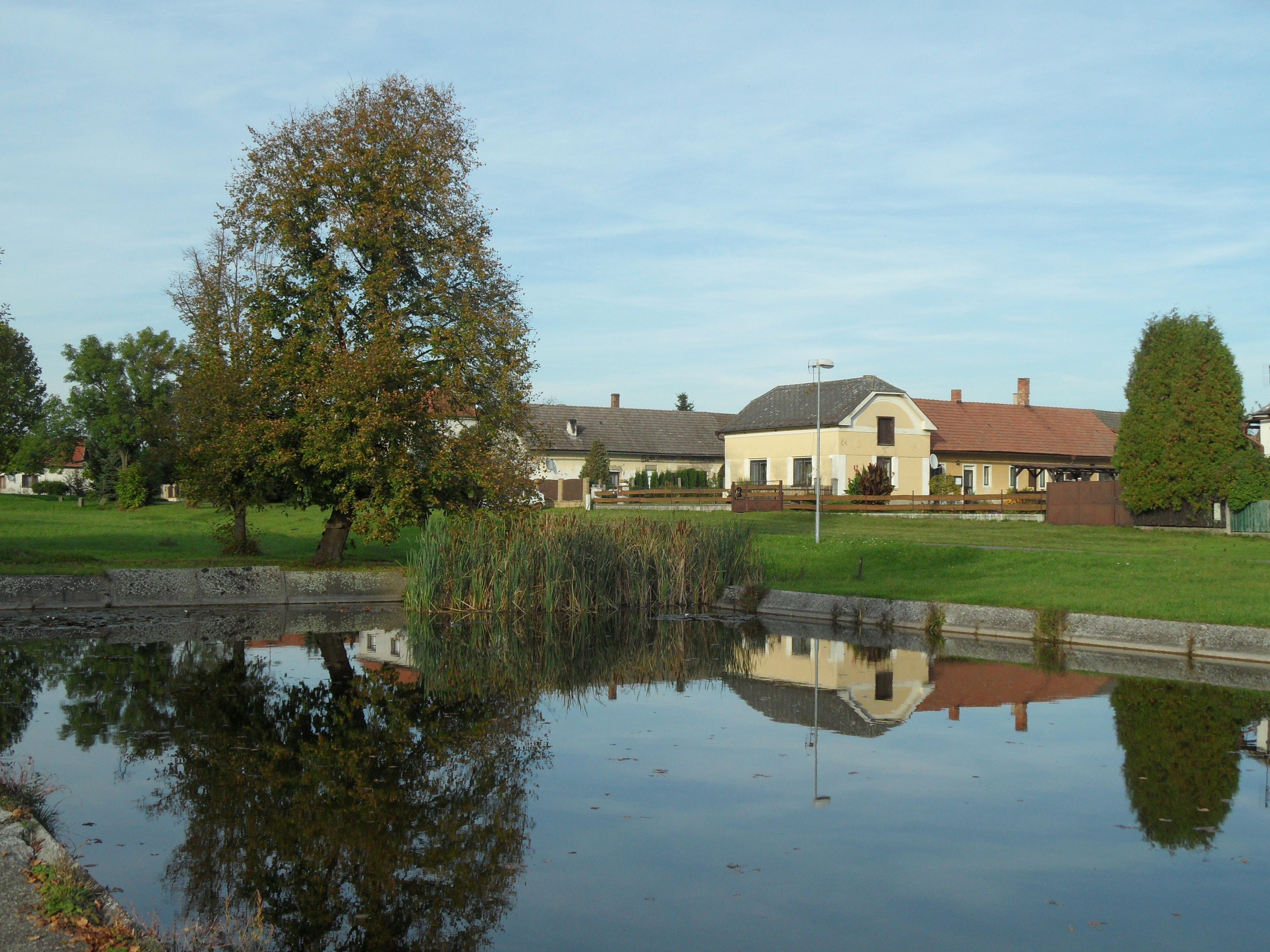
Náves s rybníčkem
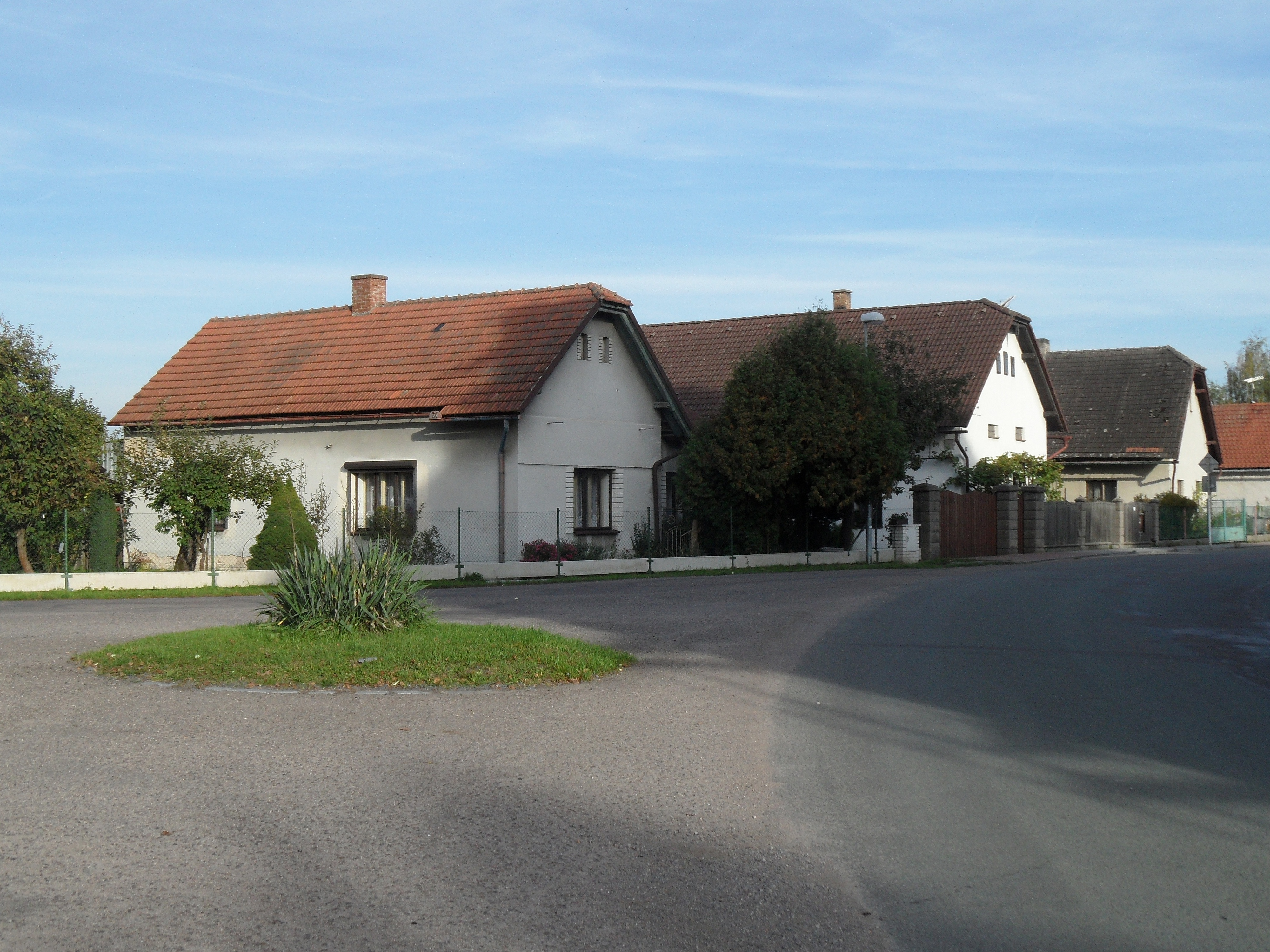
Domy u křižovatky
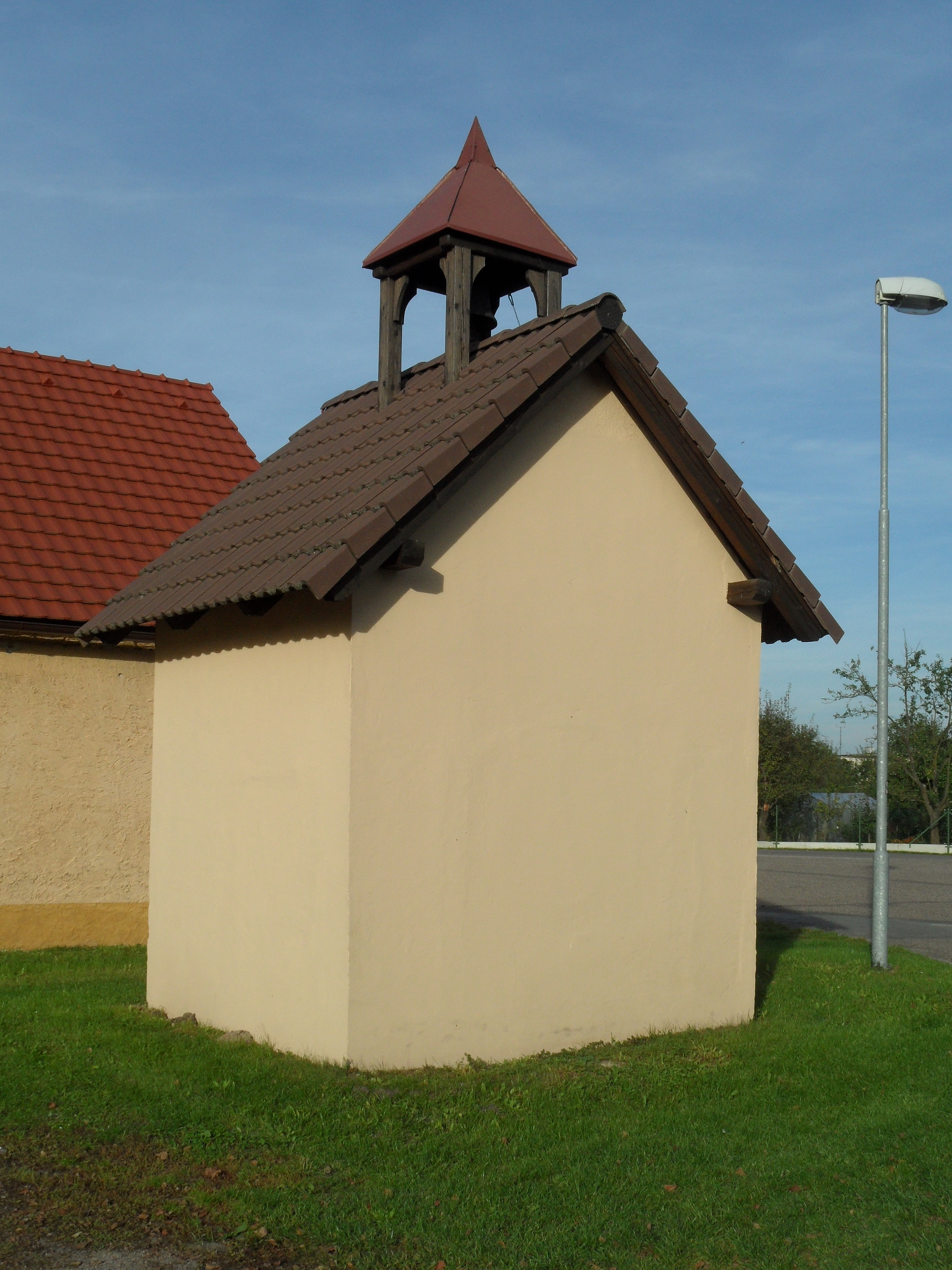
Kaplička u křižovatky
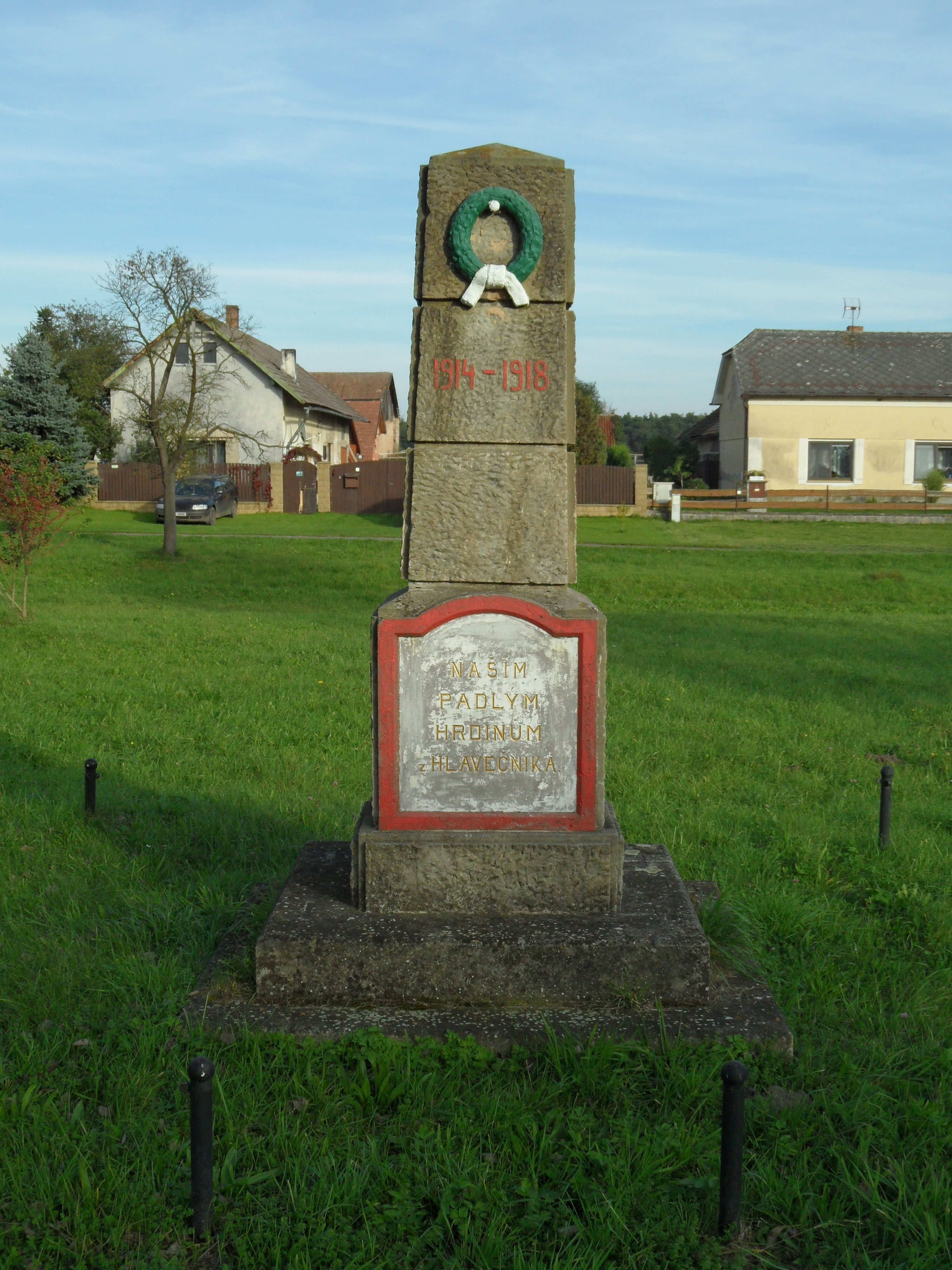
Památník obětem 1. světové války